# Amâncio Mário de Azevedo
Amâncio Mário de Azevedo (Nova Friburgo, 1904 - 1979)  foi um político brasileiro.
Foi vereador, deputado estadual, deputado federal, vice-prefeito e prefeito, por três vezes, do município de Nova Friburgo, em 1959,1967 e 1973. Teve como um de seus colaboradores o sobrinho Paulo Azevedo, que também se tornou prefeito do município.
Em sua homenagem, a partir do ano de 2008, o prédio onde funciona atualmente a Câmara Municipal passou a se chamar Palácio Amâncio Mário de Azevedo.